# 黔岩駅
黔岩駅（コマムえき）は、大韓民国仁川広域市西区黔岩洞にある空港鉄道（A'REX）と仁川交通公社（仁川都市鉄道）の駅である。

## 利用可能な鉄道路線
空港鉄道
仁川国際空港鉄道 - 駅番号はA07
仁川交通公社（仁川都市鉄道）
2号線 - 駅番号はI207
仁川国際空港鉄道には、水色直結線経由でKTX（KORAIL運営）も片乗り入れしていたが、2018年3月以降運休しており、8月31日に正式に廃止となった。

## 駅構造

### 空港鉄道
島式ホーム2面4線の地上駅。内側3・4番線を当駅始発・終着、および直通列車待避の一般列車が使用し、外側1・2番線はソウル駅、仁川国際空港駅からの一般列車、および直通列車の通過線となっている。全てのホームにフルスクリーンタイプのホームドアが設置されている。開業当初、外側1・2番線は空港鉄道の列車発着に使用されていたが、KTXの乗り入れ計画に伴い、ホームの低床化・延伸およびホームドア撤去工事が行われ、KTX専用ホームとなった。KTXの乗り入れ廃止後、再度高床ホームへの復元、およびホームドアの再設置が行なわれ、開業当初の状態に戻っている。
2010年の全線開業時より、一般列車（各駅停車）の半数程度が当駅でソウル方面へ折り返しており、ソウル方面行きの列車は昼間の場合約6分間隔となっている。

#### のりば

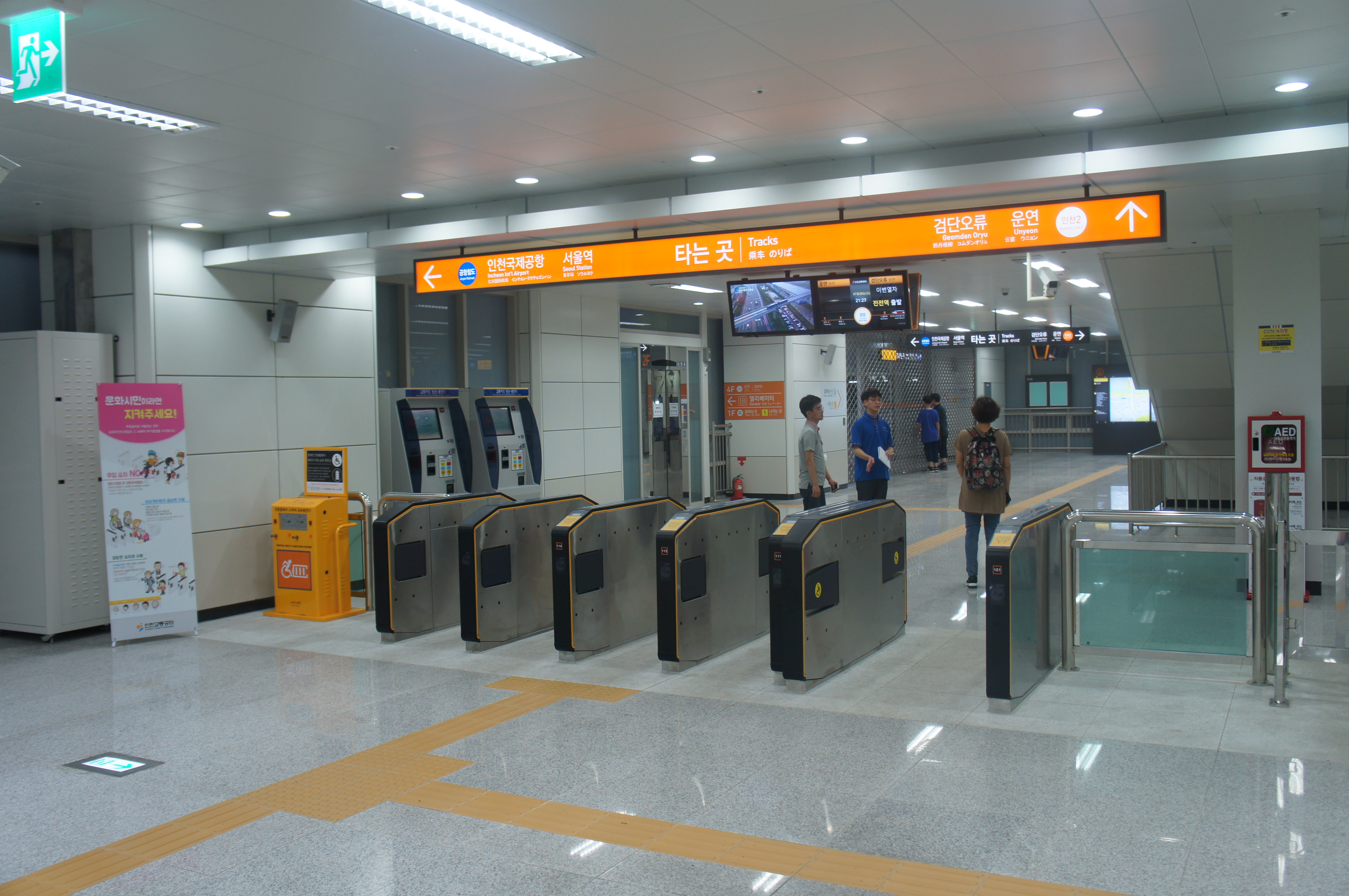
改札口
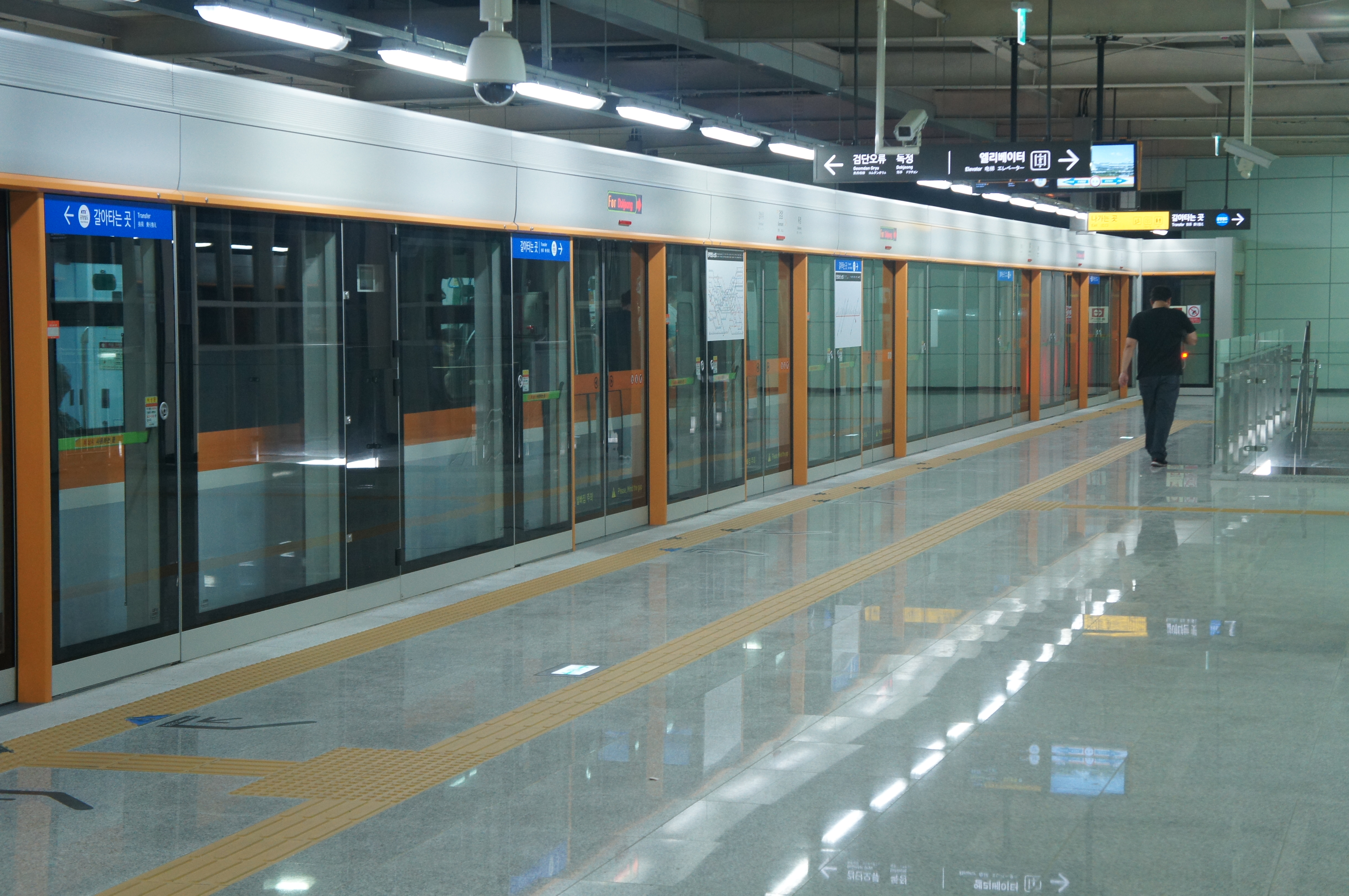
ホーム

| 1 | 仁川国際空港鉄道 | 仁川国際空港1ターミナル・仁川国際空港2ターミナル方面           |
| 3 | 仁川国際空港鉄道 | 当駅終着・仁川国際空港1ターミナル・仁川国際空港2ターミナル方面 |
| 4 | 仁川国際空港鉄道 | 当駅始発・金浦空港・ソウル方面                                 |
| 2 | 仁川国際空港鉄道 | 金浦空港・ソウル方面                                           |

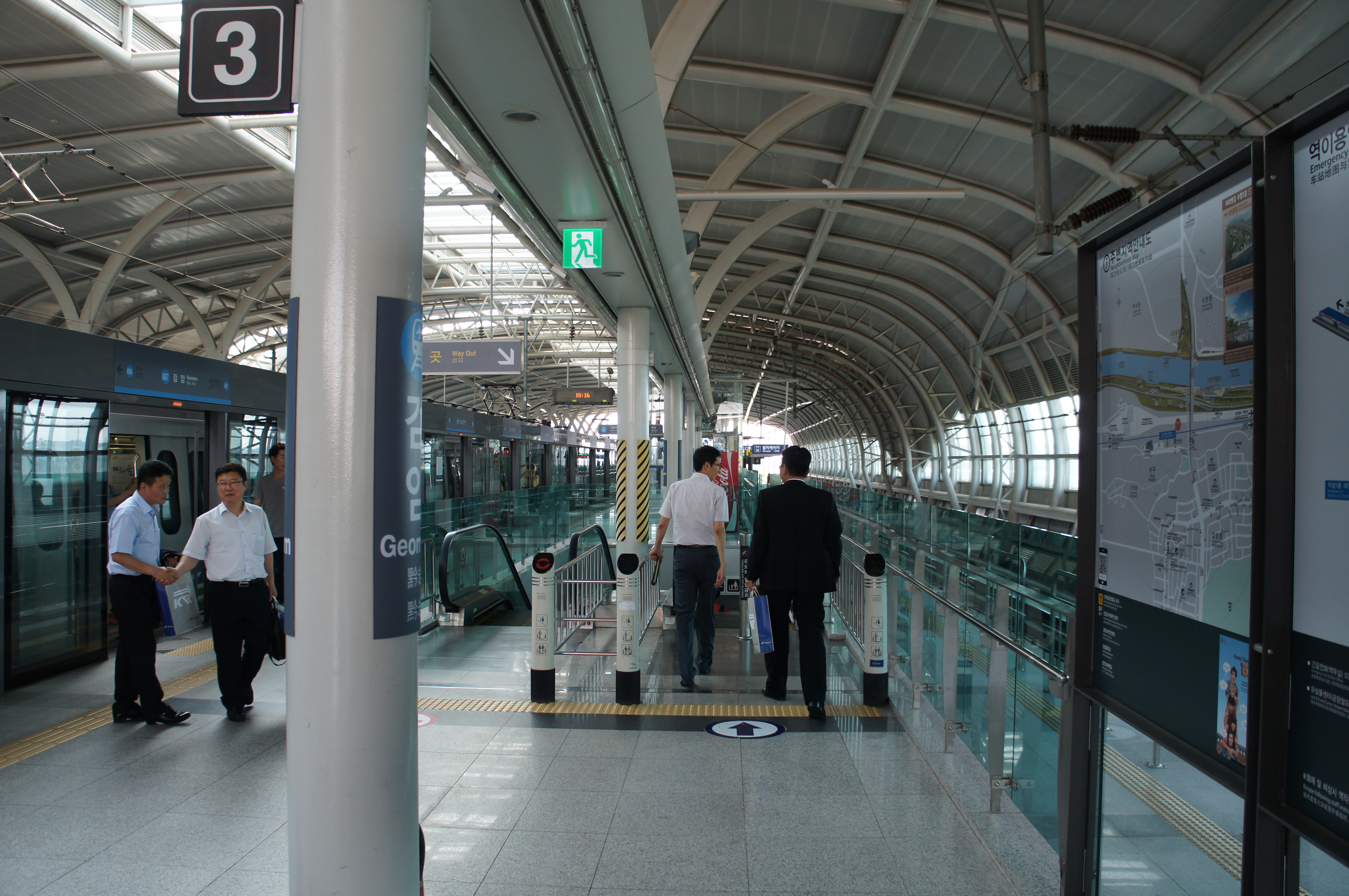
空港鉄道ホーム
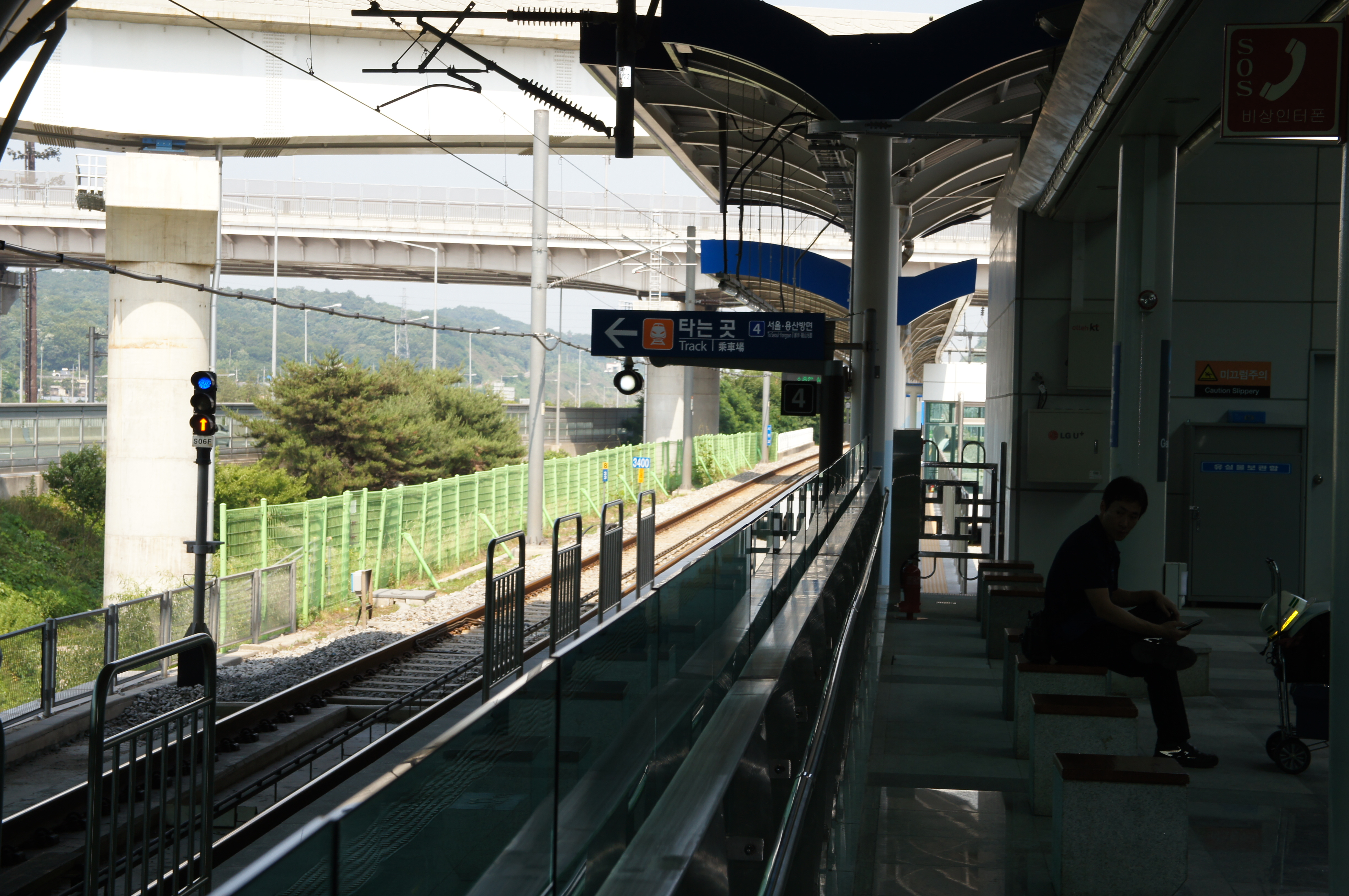
KTX専用ホーム。KTXの編成は元々の空港鉄道ホームより長いため、ホームを延伸し20両対応としている。

### 仁川交通公社
地上4階建ての駅舎で、2階に改札口、1階に出口と空港鉄道との乗り換え通路、4階にホームがある。ホームは相対式2面2線を有する。

#### のりば
| 上り | ●2号線 | 麻田・旺吉・黔丹梧柳方面 |
| 下り | ●2号線 | 朱安・仁川市庁・雲宴方面 |

- 改札口
- ホーム

## 利用状況
近年の一日平均乗車人員推移は下記の通り。
| 路線     | 乗車人員 | 乗車人員 | 乗車人員 | 乗車人員 | 乗車人員 | 乗車人員 | 乗車人員 | 乗車人員 | 注 釈 |
| 路線     | 2007年   | 2008年   | 2009年   | 2010年   | 2011年   | 2012年   | 2013年   | 2014年   | 注 釈 |
| -------- | -------- | -------- | -------- | -------- | -------- | -------- | -------- | -------- | ----- |
| 空港鉄道 | 1257     | 1686     | 2290     | 3422     | 9001     | 14650    |          |          | [ 2 ] |

## 駅周辺
- 黔岩景西洞住民センター
- 黔岩四差路
- 黔岩中学校（朝鮮語版）
- 仁川黔岩初等学校（朝鮮語版）
- 空港鉄道本社
- 仁川誾持初等学校（朝鮮語版）
- 仁川広域市西区施設管理公団 西区国民体育センター
- 仁川国際空港高速道路 青羅インターチェンジ（朝鮮語版）

## 歴史
- 2007年3月23日 - 空港鉄道開業。
- 2014年6月30日 - 水色直結線が開業し、KTXが当駅への片乗り入れを開始。
- 2016年7月30日 - 仁川都市鉄道2号線が開業し乗換駅となる[3]。
- 2018年
  - 1月26日 - 2018年平昌オリンピック・パラリンピック開催に伴う臨時ダイヤにより、当駅を通過するKTXが設定される。
  - 3月23日 - 空港鉄道へのKTXの乗り入れを休止[4]。
  - 9月1日 - 空港鉄道へのKTXの乗り入れを正式に廃止[1]。

## 隣の駅
空港鉄道
 仁川国際空港鉄道

直通
通過
一般（各駅停車）
桂陽駅 (A06) - 黔岩駅 (A07) - 青羅国際都市駅 (A071)
仁川交通公社（仁川都市鉄道）
●2号線
篤亭駅 (I206) - 黔岩駅 (I207)  - 黔バウィ駅 (I208)